# Quân hàm Lực lượng Vũ trang Hoàng gia Thái Lan
Lực lượng Vũ trang Hoàng gia Thái Lan (tiếng Thái: จอมทัพไทย; RTGS: Chom Thap Thai), hay Quân đội Thái Lan, là lực lượng quân đội chính quy quốc gia của Thái Lan. Tổng tư lệnh tối cao trên danh nghĩa của quân đội Thái Lan là Quốc vương Thái Lan, toàn quyền tư lệnh với các nhánh Hải Lục Không quân.

## Lục quân
Lục quân Hoàng gia Thái Lan (tiếng Thái: กองทัพบกไทย; RTGS: Kong Thap Bok Thai) là lực lượng quân đội tác chiến trên đất liền của Thái Lan.

### Sĩ quan
| Lực lượng                     | Cấp Soái        | Cấp Soái      | Cấp Tướng              | Cấp Tướng              | Cấp Tướng     | Cấp Tướng     | Cấp Tướng     | Cấp Tướng            | Cấp Tướng            | Cấp Tướng     | Cấp Tá           | Cấp Tá           | Cấp Tá        | Cấp Tá        | Cấp Tá        | Cấp Tá        | Cấp Úy           | Cấp Úy           | Cấp Úy        | Cấp Úy        | Cấp Úy        | Cấp Úy        | Cấp Úy        | Cấp Úy                       | Học viên sĩ quan             | Học viên sĩ quan             | Học viên sĩ quan             | Học viên sĩ quan             | Học viên sĩ quan             | Học viên sĩ quan             | Học viên sĩ quan             | Học viên sĩ quan             | Học viên sĩ quan             | Học viên sĩ quan             | Học viên sĩ quan             | Học viên sĩ quan |
| ----------------------------- | --------------- | ------------- | ---------------------- | ---------------------- | ------------- | ------------- | ------------- | -------------------- | -------------------- | ------------- | ---------------- | ---------------- | ------------- | ------------- | ------------- | ------------- | ---------------- | ---------------- | ------------- | ------------- | ------------- | ------------- | ------------- | ---------------------------- | ---------------------------- | ---------------------------- | ---------------------------- | ---------------------------- | ---------------------------- | ---------------------------- | ---------------------------- | ---------------------------- | ---------------------------- | ---------------------------- | ---------------------------- | ---------------- |
| Lục quân Hoàng gia Thái Lan · |                 |               |                        |                        |               |               |               |                      |                      |               |                  |                  |               |               |               |               |                  |                  |               |               |               |               |               |                              |                              |                              |                              |                              |                              |                              |                              |                              |                              |                              |                              |                  |
| จอมพล Chom phon               | จอมพล Chom phon | พลเอก Phon ek | พลเอก Phon ek          | พลโท Phon tho          | พลโท Phon tho | พลตรี Phon tri | พลตรี Phon tri | พลจัตวา Phon Chattawa | พลจัตวา Phon Chattawa | พันเอก Phan ek | พันเอก Phan ek    | พันโท Phan tho    | พันโท Phan tho | พันตรี Phan tri | พันตรี Phan tri | ร้อยเอก Roi ek | ร้อยเอก Roi ek    | ร้อยโท Roi tho    | ร้อยโท Roi tho | ร้อยโท Roi tho | ร้อยตรี Roi tri | ร้อยตรี Roi tri | ร้อยตรี Roi tri | นักเรียนนายร้อย Nak-rian nairoi | นักเรียนนายร้อย Nak-rian nairoi | นักเรียนนายร้อย Nak-rian nairoi | นักเรียนนายร้อย Nak-rian nairoi | นักเรียนนายร้อย Nak-rian nairoi | นักเรียนนายร้อย Nak-rian nairoi | นักเรียนนายร้อย Nak-rian nairoi | นักเรียนนายร้อย Nak-rian nairoi | นักเรียนนายร้อย Nak-rian nairoi | นักเรียนนายร้อย Nak-rian nairoi | นักเรียนนายร้อย Nak-rian nairoi | นักเรียนนายร้อย Nak-rian nairoi |                  |
| Chuyển ngữ Việt               | Thống chế       | Thống chế     | Đại tướng              | Đại tướng              | Trung tướng   | Trung tướng   | Thiếu tướng   | Thiếu tướng          | Chuẩn tướng          | Chuẩn tướng   | Đại tá           | Đại tá           | Trung tá      | Trung tá      | Thiếu tá      | Thiếu tá      | Đại úy           | Đại úy           | Trung úy      | Trung úy      | Trung úy      | Thiếu úy      | Thiếu úy      | Thiếu úy                     | Học viên sĩ quan             | Học viên sĩ quan             | Học viên sĩ quan             | Học viên sĩ quan             | Học viên sĩ quan             | Học viên sĩ quan             | Học viên sĩ quan             | Học viên sĩ quan             | Học viên sĩ quan             | Học viên sĩ quan             | Học viên sĩ quan             | Học viên sĩ quan |
| Viết tắt                      | -               | -             | พล.อ. GEN              | พล.อ. GEN              | พล.ท. LT GEN  | พล.ท. LT GEN  | พล.ต. MAJ GEN | พล.ต. MAJ GEN        | พล.จ. BRI GEN        | พล.จ. BRI GEN | พ.อ. COL         | พ.อ. COL         | พ.ท. LT COL   | พ.ท. LT COL   | พ.ต. MAJ      | พ.ต. MAJ      | ร.อ. CAPT        | ร.อ. CAPT        | ร.ท. 1LT      | ร.ท. 1LT      | ร.ท. 1LT      | ร.ต. 2LT      | ร.ต. 2LT      | ร.ต. 2LT                     | นนร. -                       | นนร. -                       | นนร. -                       | นนร. -                       | นนร. -                       | นนร. -                       | นนร. -                       | นนร. -                       | นนร. -                       | นนร. -                       | นนร. -                       | นนร. -           |
| Cấp bậc Việt Nam tương đương  |                 |               | Đại tướng/Thượng tướng | Đại tướng/Thượng tướng | Trung tướng   | Trung tướng   | Thiếu tướng   | Thiếu tướng          |                      |               | Đại tá/Thượng tá | Đại tá/Thượng tá | Trung tá      | Trung tá      | Thiếu tá      | Thiếu tá      | Đại úy/Thượng úy | Đại úy/Thượng úy | Trung úy      | Trung úy      | Trung úy      | Thiếu úy      | Thiếu úy      | Thiếu úy                     | Học viên Sĩ quan             | Học viên Sĩ quan             | Học viên Sĩ quan             | Học viên Sĩ quan             | Học viên Sĩ quan             | Học viên Sĩ quan             | Học viên Sĩ quan             | Học viên Sĩ quan             | Học viên Sĩ quan             | Học viên Sĩ quan             | Học viên Sĩ quan             | Học viên Sĩ quan |
|                               |                 |               |                        |                        |               |               |               |                      |                      |               |                  |                  |               |               |               |               |                  |                  |               |               |               |               |               |                              |                              |                              |                              |                              |                              |                              |                              |                              |                              |                              |                              |                  |

### Hạ sĩ quan
| Mã NATO                      | OR-9                   | OR-8           | OR-7          | OR-6         | OR-5          | OR-4         | OR-3        | OR-2                     | OR-1           |
| ---------------------------- | ---------------------- | -------------- | ------------- | ------------ | ------------- | ------------ | ----------- | ------------------------ | -------------- |
|                              |                        |                |               |              |               |              |             |                          | Không cấp hiệu |
| Danh xưng Thái               | จ่าสิบเอกพิเศษ            | จ่าสิบเอก        | จ่าสิบโท        | จ่าสิบตรี       | สิบเอก         | สิบโท         | สิบตรี        | สิบตรีกองประจำการ          | พลทหาร         |
| Phiên âm RTGS                | Cha Sip Ek Phiset      | Cha Sip Ek     | Cha Sip Tho   | Cha Sip Tri  | Sip Ek        | Sip Tho      | Sip Tri     | Sip Tri Kong Pracham Kan | Phon Thahan    |
| Chuyển ngữ Việt              | Đặc cấp Thượng sĩ nhất | Thượng sĩ nhất | Thượng sĩ nhì | Thượng sĩ ba | Trung sĩ nhất | Trung sĩ nhì | Trung sĩ ba | Hạ sĩ                    | Binh sĩ        |
| Viết tắt                     | จ.ส.อ.(พ.) SM1         | จ.ส.อ. SM1     | จ.ส.ท. SM2    | จ.ส.ต. SM3   | ส.อ. SGT      | ส.ท. CPL     | ส.ต. PFC    | ส.ต.ฯ PFC                | พลฯ PVT        |
| Cấp bậc Việt Nam tương đương | -                      | Thượng sĩ      | Thượng sĩ     | Trung sĩ     | Trung sĩ      | Hạ sĩ        | Hạ sĩ       | Binh nhất                | Binh nhì       |
|                              |                        |                |               |              |               |              |             |                          |                |

## Hải quân Hoàng gia Thái Lan
| Bảng mã NATO     | Tên tiếng Thái  | RTGS                      | Tên rút gọn          | Tên tiếng Việt   | Tương đương Việt Nam | Quân hàm | Phù hiệu |
| ---------------- | --------------- | ------------------------- | -------------------- | ---------------- | -------------------- | -------- | -------- |
| Sĩ quan          |                 |                           |                      |                  |                      |          |          |
| OF-10            | จอมพลเรือ        | Chom Phon Ruea            |                      | Thủy sư Đô đốc   | -                    |          |          |
| OF-9             | พลเรือเอก        | Phon Ruea Ek              | พล.ร.อ.              | Đô đốc           | Đô đốc               |          |          |
| OF-8             | พลเรือโท         | Phon Ruea Tho             | พล.ร.ท.              | Phó Đô đốc       | Phó Đô đốc           |          |          |
| OF-7             | พลเรือตรี         | Phon Ruea Tri             | พล.ร.ต.              | Đề đốc           | Chuẩn Đô đốc         |          |          |
| OF-6             | พลเรือจัตวา       | Nawa Ek Phiset            | พล.ร.จ.              | Phó đề đốc       | -                    |          |          |
| OF-6             | นาวาเอก (พิเศษ)  | -                         | น.อ.(พิเศษ) (ชื่อ) ร.น. | Đại tá cao cấp   | -                    | -        |          |
| OF-5             | นาวาเอก         | Nawa Ek                   | น.อ. (ชื่อ) ร.น.       | Đại tá           | Đại tá Thượng tá     |          |          |
| OF-4             | นาวาโท          | Nawa Tho                  | น.ท. (ชื่อ) ร.น.       | Trung tá         | Trung tá             |          |          |
| OF-3             | นาวาตรี          | Nawa Tri                  | น.ต. (ชื่อ) ร.น.       | Thiếu tá         | Thiếu tá             |          |          |
| OF-2             | เรือเอก          | Ruea Ek                   | ร.อ. (ชื่อ) ร.น.       | Đại úy           | Đại úy Thượng úy     |          |          |
| OF-1             | เรือโท           | Ruea Tho                  | ร.ท. (ชื่อ) ร.น.       | Trung úy         | Trung úy             |          |          |
| OF-1             | เรือตรี           | Ruea Tri                  | ร.ต. (ชื่อ) ร.น.       | Thiếu úy         | Thiếu úy             |          |          |
| Học viên sĩ quan | นักเรียนนายเรือ    | Nak Rian Nai Ruea         | นนร                  | Học viên sĩ quan | Học viên sĩ quan     |          |          |
| Hạ sĩ quan       |                 |                           |                      |                  |                      |          |          |
| OR-9             | พันจ่าเอกพิเศษ     | Phan Cha Ek Phiset        | พ.จ.อ.(พ.)           | Thượng sĩ I      | Thượng sĩ            |          |          |
| OR-8             | พันจ่าเอก         | Phan Cha Ek               | พ.จ.อ.               | Thượng sĩ        | Thượng sĩ            |          |          |
| OR-7             | พันจ่าโท          | Phan Cha Tho              | พ.จ.ท.               | Trung sĩ         | Trung sĩ             |          |          |
| OR-6             | พันจ่าตรี          | Phan Cha Tri              | พ.จ.ต.               | Hạ sĩ            | Hạ sĩ                |          |          |
| OR-5             | จ่าเอก           | Cha Ek                    | จ.อ.                 | Hạ sĩ I          | Hạ sĩ                |          |          |
| OR-4             | จ่าโท            | Cha Tho                   | จ.ท.                 | Hạ sĩ II         | Hạ sĩ                |          |          |
| OR-3             | จ่าตรี            | Cha Tri                   | จ.ต.                 | Hạ sĩ III        | Hạ sĩ                |          |          |
| OR-2             | จ่าตรีกองประจำการ | Cha Tri Kong Pra Cham Kan | จ.ต.                 | Hạ sĩ III        | Hạ sĩ                |          |          |
| OR-1             | พลทหาร          | Phon Thahan               | พลฯ                  | Binh nhất        | Binh nhất            |          |          |

## Không quân Hoàng gia Thái Lan
| Bảng mã NATO     | Tên tiếng Thái        | RTGS                           | Tên rút gọn | Tên tiếng Việt                     | Tương đương Việt Nam   | Quân hàm | Phù hiệu |
| ---------------- | --------------------- | ------------------------------ | ----------- | ---------------------------------- | ---------------------- | -------- | -------- |
| Sĩ quan          |                       |                                |             |                                    |                        |          |          |
| OF-10            | จอมพลอากาศ            | Chom Phon Akat                 | -           | Thống chế Không quân               |                        |          |          |
| OF-9             | พลอากาศเอก            | Phon Akat Ek                   | พล.อ.อ.     | Đại tướng Không quân               | Đại tướng/Thượng tướng |          |          |
| OF-8             | พลอากาศโท             | Phon Akat Tho                  | พล.อ.ท.     | Trung tướng Không quân             | Trung tướng            |          |          |
| OF-7             | พลอากาศตรี             | Phon Akat Tri                  | พล.อ.ต.     | Thiếu tướng Không quân             | Thiếu tướng            |          |          |
| OF-6             | พลอากาศจัตวา           | -                              | พล.อ.จ.     | Chuẩn tướng Không quân             | -                      |          |          |
| OF-6             | นาวาอากาศเอก (พิเศษ)   | Nawa Akat Ek Phiset            | น.อ.พิเศษ    | Đại tá đặc cấp Không quân          | -                      |          |          |
| OF-5             | นาวาอากาศเอก          | Nawa Akat Ek                   | น.อ.        | Đại tá Không quân                  | Đại tá Thượng tá       |          |          |
| OF-4             | นาวาอากาศโท           | Nawa Akat Tho                  | น.ท.        | Trung tá Không quân                | Trung tá               |          |          |
| OF-3             | นาวาอากาศตรี           | Nawa Akat Tri                  | น.ต.        | Thiếu tá Không quân                | Thiếu tá               |          |          |
| OF-2             | เรืออากาศเอก           | Ruea Akat Ek                   | ร.อ.        | Đại úy Không quân                  | Đại úy Thượng úy       |          |          |
| OF-1             | เรืออากาศโท            | Ruea Akat Tho                  | ร.ท.        | Trung úy Không quân                | Trung úy               |          |          |
| OF-1             | เรืออากาศตรี            | Ruea Akat Tri                  | ร.ต.        | Thiếu úy Không quân                | Thiếu úy               |          |          |
| Học viên sĩ quan | นัก เรียน นาย เรือ อากาศ | Nak Rian Nai Ruea Akat         | -           | Sĩ quan thiếu sinh quân Không quân | Thiếu sinh quân        |          |          |
| Hạ sĩ quan       |                       |                                |             |                                    |                        |          |          |
| OR-9             | พันจ่าอากาศเอก พิเศษ     | Phan Cha Akat Ek Phiset        | พ.อ.อ.(พ.)  | Đặc cấp Thượng sĩ nhất Không quân  | Thượng sĩ              |          |          |
| OR-8             | พันจ่าอากาศเอก          | Phan Cha Akat Ek               | พ.อ.อ.      | Thượng sĩ nhất Không quân          | Thượng sĩ              |          |          |
| OR-7             | พันจ่าอากาศโท           | Phan Cha Akat Tho              | พ.อ.ท.      | Thượng sĩ nhì Không quân           | Thượng sĩ              |          |          |
| OR-6             | พันจ่าอากาศตรี           | Phan Cha Akat Tri              | พ.อ.ต.      | Thượng sĩ ba Không quân            | Thượng sĩ              |          |          |
| OR-5             | จ่าอากาศเอก            | Cha Akat Ek                    | จ.อ.        | Hạ sĩ nhất Không quân              | Trung sĩ               |          |          |
| OR-4             | จ่าอากาศโท             | Cha Akat Tho                   | จ.ท.        | Hạ sĩ nhì Không quân               | Hạ sĩ                  |          |          |
| OR-3             | จ่าอากาศตรี             | Cha Akat Tri                   | จ.ต.        | Hạ sĩ ba Không quân                | Binh nhất              |          |          |
| OR-2             | จ่าอากาศตรี กองประจำการ | Cha Akat Tri Kong Pra Cham Kan | จ.ต.        | Binh nhất                          | Binh nhất              |          |          |
| OR-1             | พลทหาร                | Phon Thahan                    | พลฯ         | Binh nhì                           | Binh nhì               |          |          |

## Công an Hoàng gia Thái Lan
| Bảng mã NATO | Tên tiếng Thái       | RTGS                               | Tên rút gọn | Tên tiếng Việt             | Tương đương Việt Nam      | Cấp bậc hàm | Phù hiệu |
| ------------ | -------------------- | ---------------------------------- | ----------- | -------------------------- | ------------------------- | ----------- | -------- |
| Sĩ quan      |                      |                                    |             |                            |                           |             |          |
| OF-9         | พลตำรวจเอก           | Phon Tam Ruad Ek                   | พล.ต.อ.     | Đại tướng                  | Đại tướng                 |             |          |
| OF-8         | พลตำรวจโท            | Phon Tam Ruad Tho                  | พล.ต.ท.     | Thượng tướng               | Thượng tướng              |             |          |
| OF-7         | พลตำรวจตรี            | Phon Tam Ruad Tri                  | พล.ต.ต.     | Trung tướng                | Trung tướng               |             |          |
| OF-6         | พลตำรวจจัตวา          | Phon Tam Ruad Jattawa              | พล.ต.จ.     | Thiếu tướng                | Thiếu tướng               |             |          |
| OF-5         | พันตำรวจเอก           | Phan Tam Ruad Ek                   | พ.ต.อ.      | Đại tá                     | Đại tá                    |             |          |
| OF-4         | พันตำรวจโท            | Phan Tam Ruad Tho                  | พ.ต.ท.      | Trung tá                   | Trung tá                  |             |          |
| OF-3         | พันตำรวจตรี            | Phan Tam Ruad Tri                  | พ.ต.ต.      | Thiếu tá                   | Thiếu tá                  |             |          |
| OF-2         | ร้อยตำรวจเอก          | Roi Tam Ruad Ek                    | ร.ต.อ.      | Đại úy                     | Đại úy                    |             |          |
| OF-1         | ร้อยตำรวจโท           | Roi Tam Ruad Tho                   | ร.ต.ท.      | Trung úy                   | Trung úy                  |             |          |
| OF-1         | ร้อยตำรวจตรี           | Roi Tam Ruad Tri                   | ร.ต.ต.      | Thiếu úy                   | Thiếu úy                  |             |          |
| Học viên     | นักเรียนนายร้อยตำรวจ    | Nak Rian Nai Roi Tam Ruad          | นรต.        | Học viên                   | Không có                  |             |          |
| Hạ sĩ quan   |                      |                                    |             |                            |                           |             |          |
| OR-9 OR-8    | ดาบตำรวจ             | Dahb Tam Ruad                      |             | Thượng sĩ                  | Thượng sĩ                 |             |          |
| OR-7 OR-6    | จ่าสิบตำรวจ            | Cha Sip Tam Ruad                   |             | Trung sĩ                   | Trung sĩ                  |             |          |
| OR-5         | สิบตำรวจเอก           | Sip Tam Ruad Ek                    |             | Hạ sĩ bậc 1                | Hạ sĩ                     |             |          |
| OR-4         | สิบตำรวจโท            | Sip Tam Ruad Tho                   |             | Hạ sĩ bậc 2                | Hạ sĩ                     |             |          |
| OR-3         | สิบตำรวจตรี            | Sip Tam Ruad Tri                   |             | Hạ sĩ                      | Hạ sĩ                     |             |          |
| OR-2         | สิบตำรวจตรีกองประจำการ | Sip Tam Ruad Tri Kong Pra Cham Kan |             | Hạ sĩ                      | Hạ sĩ                     |             |          |
| OR-1         | พลตำรวจ              | Phon Tam Ruad                      |             | Chiến sĩ Công an Hoàng gia | Chiến sĩ Công an nhân dân |             |          |